# São Miguel do Pinheiro
São Miguel do Pinheiro ist ein Ort und eine ehemalige Gemeinde im Baixo Alentejo, einer Region im Süden Portugals.

## Geschichte
Die Römer siedelten hier ab dem 1. Jahrhundert v. Chr., wie Ausgrabungen im Gemeindeort Manuel Galo belegen.
Die heutige Gemeinde São Miguel do Pinheiro geht auf eine Besiedlung unter den Mauren zurück. Ausgrabungen dieser Zeit befinden sich zwischen dem Hauptort S. Miguel und dem Ort Alcaria Longa. 
Seit dem 16. Jahrhundert ist die eigenständige Gemeinde São Miguel do Pinheiro belegt, ursprünglich als São Miguel de Beja, mit dem Hauptort Pinheiro, die heute gleichermaßen den Namen São Miguel do Pinheiro führen.
Es blieb eine eigenständige Gemeinde bis zur Gebietsreform 2013 und ist seither Teil des Gemeindeverbunds São Miguel do Pinheiro, São Pedro de Solis e São Sebastião dos Carros.

## Sehenswürdigkeiten
Wahrzeichen der Gegend sind die vielen Windmühlen auf den Anhöhen und Wassermühlen an den Zuflüssen des Rio Guadiana, mit denen früher Korn gemahlen wurde.
Zu den Baudenkmälern der Gemeinde gehört die ursprünglich manieristische Gemeindekirche Igreja Paroquial de São Miguel do Pinheiro aus dem 16. Jahrhundert, die danach mehrmals umgestaltet wurde und heute auch Merkmale des Barock und des Rokoko zeigt.

## Verwaltung
São Miguel do Pinheiro war eine Gemeinde (Freguesia) im Kreis (Concelho) von Mértola, im Distrikt Beja. Die Gemeinde hat eine Fläche von 139,1 km² und 597 Einwohner (Stand 30. Juni 2011). Dies entspricht einer Bevölkerungsdichte von 4,3 Einw./km².
Folgende Ortschaften liegen im Gemeindegebiet:
| - Alcaria Longa - Castanhos - Chanoca - Corcha - Corredoura - Diogo Martins - Espragosa - Fontes - Gato - Góis | - Góis Gordo - Lobato - Malhões - Manuel Galo - Milhalvo - Monte Agudo - Monte Novo - Monte Novo de Marreiros - Monte Velho - Montes Santana | - Murteira - Negracho - Neves - Peiteira - Penedos - Pereiras - Roncão - São Miguel do Pinheiro - Serranos - Touril |

Im Zuge der Administrativen Neuordnung in Portugal wurde São Miguel do Pinheiro mit den Gemeinden São Pedro de Solis und São Sebastião dos Carros zur neuen Gemeinde União das Freguesias de São Miguel do Pinheiro, São Pedro de Solis e São Sebastião dos Carros zusammengeschlossen. Sitz der neuen Gemeinde wurde São Miguel do Pinheiro.

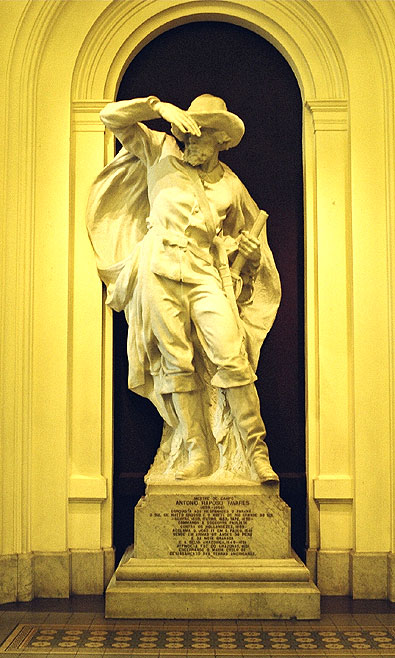
Statue des António Raposo Tavares vor dem Museu Paulista in São Paulo

## Söhne und Töchter der Gemeinde
- António Raposo Tavares (1598–1658), brasilianischer Bandeirante in São Paulo